# Domján József (grafikus)
Domján József (Budapest, 1907. március 15. – New York, 1992. november 25.) Kossuth-díjas festő, grafikus és gobelintervező. Színes fametszetei tették híressé.

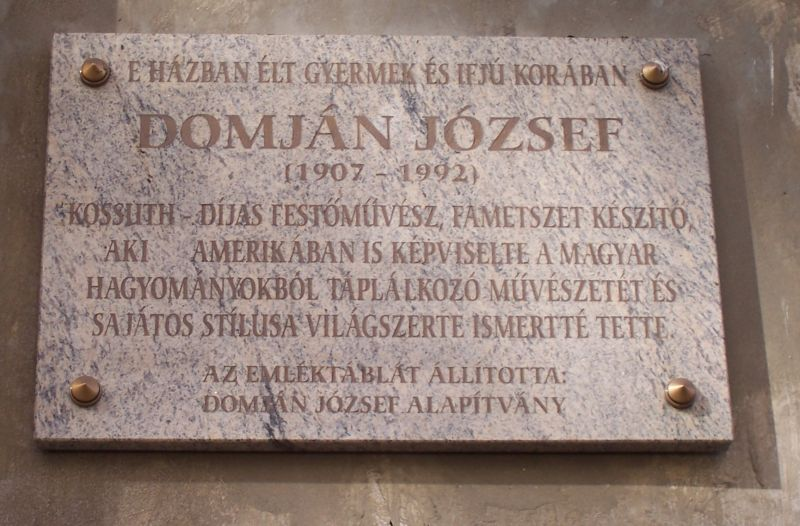
Emléktáblája
Budapesten

## Életpályája
Aba-Novák Vilmos festőiskolájába járt (1935-1942), majd a Magyar Képzőművészeti Főiskolán folytatta tanulmányait, ahol Rudnay Gyula és Szőnyi István voltak a mesterei. 1947-48-ban Nyugat-Európában járt tanulmányúton, Norvégiában, Svédországban, Dániában és Hollandiában. 1956-ban hagyta el Magyarországot. Svájcban, majd 1957-től haláláig New Yorkban élt.
1937-től kiállító művész. Korai grafikai sorozatainak témáját a történelemből, s a munkásábrázolás köréből merítette. Sajátos magyar néprajzi-, népmesei motívumok felhasználásával véste fába meseszerű világát, kivált színes fametszetei tették híressé. Amerikában az lett ő, mint aki volt Angliában Buday György. Az ő (nyomtatásban is) sokszorosítható grafikái széles körben tették ismertté őt Amerikában, akárcsak Buday Györgyöt Angliában. Az Amerikai Egyesült Államok képviseletében öt kontinensen mintegy félezer kiállításon mutatták be műveit. Domján József könyvillusztrációival is kitűnt.
Alkotásait amerikai és magyar múzeumok, képtárak őrzik, köztük a New York-i Metropolitan Museum, a budapesti Magyar Nemzeti Galéria, a Sárospataki Képtár.

## Kiállítások (válogatás)

### Egyéni
- 1948 • Képzőművészek Szabadszervezete (kat.) • G. Halme, Stockholm
- 1949 • Fővárosi Népművelődési Központ • Fényes Adolf Terem, Budapest
- 1952 • Fényes Adolf Terem, Budapest
- 1955 • Ernst Múzeum, Budapest [Mattioni Eszterrel] • Janus Pannonius Múzeum, Pécs • Senjan (Kína)
- 1956 • Szent István Király Múzeum, Székesfehérvár • Genf
- 1958 • Art Museum, Cincinnati (USA)
- 1972 • New York
- 1975 • Művelődési Ház, Tokaj • Vármúzeum Galéria, Sárospatak
- 1981 • Miskolc
- 1982 • Várszínház Galéria, Budapest
- 1987 • Magyar Nemzeti Galéria, Budapest.
- 2007 • Domján József festő- és grafikusművész emlékkiállítása, Pataky Művelődési Központ, Budapest
- 2010 • Az ismeretlen Domján József - Domján József grafikusművész kiállítása, Városi Művészeti Múzeum főépülete - Esterházy palota - Radnai Gyűjtemény, Győr
- 2017 • Miskolci Galéria[5]

### Csoportos
- 1937-től • Szinyei Társaság Tavaszi Szalonja, Nemzeti Szalon, Budapest
- 1939 • Spirituális Művészek Szövetségének jubileumi kiállítása, Nemzeti Szalon, Budapest
- 1940 • Magyar Művészetért, Műcsarnok, Budapest
- 1950-1955 • 1-6. Magyar Képzőművészeti Kiállítás, Műcsarnok, Budapest
- 1955 • Képzőművészetünk tíz éve, Műcsarnok, Budapest
- 1955, 1956 • Országos Képzőművészeti kiállítás, Herman Ottó Múzeum, Miskolc
- 1977 • Magyar művészet 1945-1949. A huszadik század magyar művészete, Csók Képtár, Székesfehérvár.

## Grafikai sorozatai (válogatás)
- Budai Nagy Antal, 1951;
- Spartacus, 1952;
- Kádár Kata, 1953;
- Hunyadi János, 1956.[6]
- Domján József tíz színes fametszete a Kőmíves Kelemenné, Kádár Kata stb. című népballadákhoz.[7]

## Grafikai albumai (válogatás)
- Ungarische Legende : bilder aus einem Jahrtausend Geschichte, Zürich, 1957; angol nyelven: Toronto - New York - London, 1963; (Fametszetgyűjtemény, Magyarország történelme a honfoglalástól 1956. októberig)
- Proud Peacock, 1965;
- The Artist... and the Legend, 1974;
- Edge of Paradise, 1979.[8]

## Díjak, elismerések (válogatás)
- A Szinyei Merse Pál Társaság Zichy Mihály grafikai díja (1949);
- A luganói nemzetközi grafikai kiállítás I. díja (1952);
- A koppenhágai nemzetközi grafikai kiállítás díja (1953);
- Munkácsy Mihály-díj (1955);
- Kossuth-díj (1956);
- MNK Csillagrendje (1987).